# Melia (Stadt)
Melia (altgriechisch Μελία) oder Melite (Μελίτη) war eine antike Örtlichkeit in Karien.
Hekataios von Milet bezeichnet Melia als „Polis“ in Karien.
Nach Vitruv gehörte ein Ort namens „Melite“ (wohl aus Melia verschrieben) zu den ursprünglich 13 von Ion gegründeten Kolonien, die später den Ionischen Bund bildeten, wurde aber wegen der 'Arroganz' (lateinisch adrogantia) seiner Bürger nach gemeinsamem Beschluss (communi consilio) mit Krieg überzogen und zerstört. An seiner Stelle wurde Smyrna in den Bund aufgenommen.
Der Krieg gegen Melia fand angeblich in der Zeit vor der kimmerischen Invasion unter Lygdamis statt, tatsächlich jedoch erst um 600/590 v. Chr. Der Landbesitz von Melia, der sich von Kap Trogilion (heute Dip Burnu) im Westen der Mykale (heute Dilek Dağları) bis nach Phygela (heute Kuştur) nördlich Kuşadası erstreckte, wurde unter den Siegern Ephesos, Milet, Samos und Priene aufgeteilt. Jedoch blieb insbesondere der nördliche Teil der Mykale zwischen Samos und Priene bis in hellenistische Zeit strittig. Das Panionion, das gemeinsame Hauptheiligtum des Ionischen Bundes, das auf dem Gebiet von Melia gelegen hatte, gehörte fortan zu Priene.
Gerhard Kleiner, Peter Hommel und Wolfgang Müller-Wiener lokalisierten Melia auf dem Hügel Kale Tepe bei Güzelçamlı nördlich der Mykale. Doch wurde 2004 im Zentrum der Mykale in der Südwestflanke des Çatallar Tepe („Gabelberg“) auf ca. 800 m Höhe eine befestigte karische Höhensiedlung entdeckt, die mit weitaus besseren Gründen für Melia beansprucht werden kann. Grabungen im Jahre 2008 durch Hans Lohmann und seine Mitarbeiter von der Universität Bochum ergaben, dass die einstmals dicht bebaute Siedlung um 640 v. Chr. gegründet, im letzten Viertel des 7. Jahrhunderts v. Chr. befestigt und ca. 600/590 v. Chr. zerstört und aufgegeben wurde. In den Ruinen der zerstörten Siedlung entstand gegen 560 v. Chr. ein früher ionischer Tempel, in dem wahrscheinlich das von Herodot bezeugte Panionion zu erkennen ist. Bei den Ruinen auf dem Kale Tepe bei Güzelçamlı handelt es sich um einen typischen karischen Ringwall des 7. Jahrhunderts v. Chr. ohne Innenbebauung. Solche Fluchtburgen sind für den weiteren karischen Siedlungsraum überaus typisch. In dem Ringwall bei Güzelçamlı ist offenbar das karion phrourion, also die karische Festung zu erkennen, die in einer Inschrift aus Priene nicht weniger als 18 Mal erwähnt wird. Diese Auffassung hatte bereits die ältere Forschung (Theodor Wiegand, Ulrich von Wilamowitz-Moellendorff, Friedrich Hiller von Gaertringen) vertreten. Dabei ist vor allem von Belang, dass die Inschrift klar zwischen Melia und dem karion phrourion unterscheidet. Melia ist also keinesfalls mit dem karion phrourion identisch. 